# اکال
اکال گیاهی است از تیره ریشه‌داران رده قارچ‌ها که در تداول عامه به قارچ‌های خوراکی و قارچ‌های چتری و کلاهکداری گفته می‌شود، که پس از بارش باران می‌روید..
اکال در عربی فطر می‌گویند..مردمان جنوب ایران به ویژه در کوخرد هرمزگان اکال را جمع می‌کنند و پس از شستن و تمیز کردن می‌پزند و با برنج یا نان می‌خورند یا آن را کباب می‌کنند. اکال (کارچ) خوراکی خوشمزه و مقوی است. در فصل زمستان و بهار و پس از بارش باران موسمی در  (پشتخه‌های) کوخرد به ویژه در پشتخه‌های مدی آباد، (او شیرینو)، و پشتخه جابر و پشتخه ترارو، پشتخه باغ زرد و دشت پاراو و کوه زیر بهترین نوع اکال درست می‌شود.

## فهرست منابع و مآخذ
- محمدیان، کوخردی، محمد، “ «به یاد کوخرد» “، ج۲. چاپ اول، دبی: سال انتشار ۲۰۰۳ میلادی.
- دکتر:جبرائیل، جبور، سلیمان،  البدو والبادیه  دار‌العلم للملایین: بیرت، چاب اول، انتشار سال ۱۹۸۸ میلادی. (به عربی).
- نگاره از: محمد محمدیان.
- محمد، صدیق «تارخ فارس» صفحه‌های (۵۰ ـ ۵۱ ـ ۵۲ ـ ۵۳)، چاپ سال ۱۹۹۳ میلادی.
- الکوخردی، محمد، بن یوسف، (کُوخِرد حَاضِرَة اِسلامِیةَ عَلی ضِفافِ نَهر مِهران Kookherd, an Islamic District on the bank of Mehran River) الطبعة الثالثة، دبی: سنة ۱۹۹۷ للمیلاد.